# Joachim Hutka
Joachim Jan Hutka (ur. 22 marca 1960 w Zabrzu) – polski piłkarz występujący na pozycji pomocnika.

## Kariera klubowa
Hutka karierę rozpoczynał w Sparcie Zabrze, a w 1976 trafił do zabrzańskiego klubu z ekstraklasy Górnika Zabrze. W Ekstraklasie zadebiutował 13 marca 1976 w wygranym 2:0 spotkaniu z Widzewem Łódź. W 1978 roku spadł z zespołem do drugiej ligi, a po roku wrócił z nim do Ekstraklasy. W 1981 roku został graczem niemieckiej Fortuny Düsseldorf. W Bundeslidze zadebiutował 15 sierpnia 1981 w przegranym 0:2 meczu z Borussią Mönchengladbach. 12 września 1981 w zremisowanym 2:2 pojedynku z SV Darmstadt 98 strzelił swojego jedynego gola w Bundeslidze. W Fortunie spędził sezon 1981/1982. Następnie grał w Belgii w zespołach KFC Winterslag oraz Waterschei Thor Genk, a także w szwajcarskich FC Olten i FC Winterthur. W 1990 roku zakończył karierę.

## Kariera reprezentacyjna
W 1978 roku Hutka wraz z reprezentacją Polski U-18 zajął 3. miejsce na Mistrzostwach Europy.